# Tradescantia pygmaea
Tradescantia pygmaea är en himmelsblomsväxtart som beskrevs av David Richard Hunt. Tradescantia pygmaea ingår i släktet båtblommor, och familjen himmelsblomsväxter. Inga underarter finns listade.